# Estudios curriculares
Los estudios curriculares son esquemas estructurados de las áreas obligatorias y fundamentales para comprender los currículos como una fuerza activa de la experiencia educativa.
La importancia que tiene la transmisión de conocimiento para el wayuu está ligada al mismo ser, la manera como interactúa y da valor al aprendizaje y enseñanza de la vida y para la vida.
La oralidad: Entendida como una estrategia ideal para la transmisión de información y saberes dentro de la cultura wayuu, es una práctica dada de generación a generación, y permite la persistencia cultural.
Iconicidad: Referida al conjunto de signos, símbolos e imágenes que hacen parte del lenguaje no verbal. Es un recurso muy valioso y utilizado por los wayuu.
Las preguntas concretas relacionadas con los planes de estudio incluyen las siguientes: 
- ¿Qué tendría que enseñarse en las escuelas? La identidad cultural, el amor al territorio y derechos de los pueblos indígenas.
- ¿Por qué debería enseñárselo? ¿A quién? A toda la comunidad educativa, niños, niñas y adolescentes wayuu.
- ¿Qué significa ser una persona educada? Va más allá del simple conocimiento de cultura general, significa crear, innovar, preservar saberes ancestrales y la interculturalidad del ser.

Los proponentes también investigan la relación entre las teorías curriculares, la práctica educativa y la relación entre programas escolares y los entornos de la sociedad y la cultura donde se localizan las escuelas. Hay programas en el campo de estudios de currículum en varias facultades de educación alrededor del mundo. Los estudios curriculares fueron la primera subdivisión de la Asociación de Búsqueda Educativa americana, conocida como División B.
Entre los libros más importantes sobre el tema figuran El Currículum: Perspectiva, Paradigma, y Posibilidad de William Schubert (Nueva York: Macmillan, 1986) y Currículum Comprensivo por William Pinar, et al. (Nueva York: Peter Lang Editorial, 1995).
Los estudios curriculares surgieron como un campo distinto a finales de la década de los sesenta e inicios de la del setenta cuando los educadores se enfocaron en el desarrollo de los currículos. El cambio del desarrollo y evaluación de los currículos a un currículo entendible es conocido como la "reconceptualización" en los estudios curriculares.
Una rama de los estudios curriculares investiga cómo la sociedad transmite cultura de generación a generación y que ha sido etiquetado como "currículo escondido” incluso mucho de que está estudiado permanece oculto a simple vista.  Por ejemplo, uno de los fundadores de la sociología del siglo XIX, Émile Durkheim, observó que en las escuelas se enseña y se aprende más que meramente lo especificado en el plan de estudios oficial de libros de texto y manuales para maestros. En Educación moral, Durkheim escribió:
"De hecho, hay todo un sistema de reglas en la escuela que predeterminan la conducta del niño. Él tiene que venir a clase con regularidad, debe llegar a una hora determinada y con un cojinete y la actitud apropiada. Él no debe perturbar las cosas en clase. él debe haber aprendido sus lecciones, hecho su tarea, y lo han hecho razonablemente bien, etc. Hay, por lo tanto, una serie de obligaciones que se requiere que el niño con hombro. Juntos constituyen la disciplina de la escuela. es a través de la la práctica de la disciplina escolar que podemos inculcar el espíritu de disciplina en el niño.(Durkheim, Émile (1961 [1925]). Educación moral. Nueva York, La Prensa Libre. p. 148)"

Phillip W. Jackson (1968) puede haber acuñado el término "programa oculto" en su libro Life in Classrooms. Sostuvo que la escuela primaria hizo hincapié en las habilidades específicas: aprender a esperar en silencio, ejercer moderación, tratando, completando el trabajo, mantenerse ocupado, la cooperación, de lealtad a los profesores y compañeros, siendo ordenado y puntual, etc. (Jackson, Philip (1968) Life in Classrooms). El sociólogo estructural-funcional Robert Dreeben (1968, On What is Learned in School) concluyó de manera similar que el plan de estudios de la escolarización piensa que los estudiantes "formarán relaciones sociales transitorios, de acuerdo con gran parte de su identidad personal, y acepta la legitimidad del tratamiento categórico". Dreeben argumentó que la educación formal transmite indirectamente a estudiantes valores como la independencia y el logro, esenciales para su posterior pertenencia a la sociedad.
Desde entonces, los investigadores de los estudios curriculares están dentro de un amplio espectro de paradigmas — de conservadores estructurales-funcionalistas, a neo-marxistas, a narrativos- e investigadores artísticos— que han examinado los currículos formales y los escondidos. Investigadores progresivos como Paul Willis (1977, Learning to Labor: How Working Class Kids Get Working Class Jobs), Jean Anyon (1980, Social Class and the Hidden Curriculum of Work, Journal of Education 162), y Annette Laureau (1989, Home Advantage: Social Class and Parental Intervention in Elementary Education) han examinado las maneras como los currículos escondidos y escondidos y abiertos se reprdoucen en las clases sociales. Investigadores narrativos y artísticos como Thomas Barone (2001, Touching Eternity: The Enduring Outcomes of Teaching) han indagado sobre los efectos a plazo largo de los currículos en la vida de los estudiantes.
Teóricos críticos como Henry Giroux (1983, Theories of Reproduction and Resistance in the New Sociology of Education: A critical analysis, Harvard Educational Review n.º 53) empezaron a examinar las funciones de estudiantes y profesores en la resistencia a los planes de estudio oficiales y los ocultos. Los llamados "teóricos de la resistencia" conceptualizaron a los estudiantes y profesores como agentes activos trabajando para subvertir, rechazar o modificar los planes de estudio. Observaron que el currículo no era una estructura unificada sino enviaba mensajes conflictivos, contradictorios e incoherentes. Otros investigadores han examinado las interacciones entre culturas raciales y étnicas y el currículo dominante de la escuela. El antropólogo John Ogbu examinó el plan de estudios establecido para los estudiantes afroamericanos  (Signithia Fordham y John Ogbu, 1986, Black Students’ School Success: Coping with the Burden of ’Acting White, The Urban Review, n.º18. Los teóricos críticos de la raza como Daniel Solórzano examinaron qué actitudes raciales constituyen otro “currículo” escondido en los programas de educación 1997, Images and Words that Wound: Critical Race Theory and Racial Stereotyping, and Teacher Education, Teacher Education Quarterly n.º 24). Además, Judith Stacey manifestó que en las escuelas de la década de los sesenta existía un currículo escondido que perpetuaba las creencias sexistas, actitudes, y valores (1974, And Jill Came Tumbling After Sexism in American Education).
El interés en los planes de estudios es, por tanto transversal disciplinarias y de creciente importancia para la investigación educativa y la filosofía de la educación.

## Programas universitarios en estudios de currículum
- Universidad del Estado de Arizona en Tempe, Arizona, EE.UU.
- Instituto de Ontario para Estudios en Educación, Universidad de Toronto http://www.oise.utoronto.ca/ctl/Prospective_Students/CTL_Graduate_Programs/Curriculum_Studies_and_Teacher_Development_%28CSTD%29/index.html
- Universidad de British Columbia en Vancouver: www.ubc.ca Universidad de Illinois en Chicago: http://www.uic.edu/gcat/EDCIE.shtml#e
- Monmouth University, West Long Branch, Nueva Jersey: www.monmouth.edu
- Arcadia University, Filadelfia, PA, EE.UU.
- Universidad del Sur de Georgia, Statesboro, GA, EE.UU.
- Universidad de Alberta, en Edmonton: http://www.uofaweb.ualberta.ca/secondaryed/
- Universidad del Noroeste, Noroeste, Sudáfrica
- Universidad de Indiana, Bloomington, IN: www.iub.edu
- Universidad de Purdue: http://www.edci.purdue.edu/curriculum_studies/
- Texas Christian University: http://www.coe.tcu.edu/graduate-students-curriculum-studies.asp Brock
- University,St.Catharines,Ontario,Canada: http://www.brocku.ca/education/futurestudents/graduateed/mastersofed/program-description
- Curriculum Los estudios ahora se conoce como contextos sociales y culturales de la Educación (* debido al cambio de los requisitos de programa de Master se inicia en 2008-09  http://www.brocku.ca/webcal/2007/graduate/educ.html )
- Universidad del Estado de Oklahoma, Stillwater, OK: http://education.okstate.edu/cied
- Universidad de Western, London, ON : http://www.edu.uwo.ca/graduate-education/Program%20Brochures/PhD%20-%20Field%20of%20Curriculum%20Studies.pdf